# Karago
Karago è un settore (imirenge) del Ruanda, parte della Provincia Occidentale e del distretto di Nyabihu.